# ヴァネッサ・ベイヤー
ヴァネッサ・ベイヤー（Vanessa Bayer, 1981年11月14日 - ）は、アメリカ合衆国のコメディエンヌ、女優。日本では「ヴァネッサ・ベイアー」と表記されることもある。

## 来歴
母キャロリンと父トッド・ベイヤーの娘として、オハイオ州クリーブランドの郊外で生まれ育つ。兄ジョナはのちにパンク・ロック・バンドのドラマーになった。15歳の時に白血病と診断されたことがきっかけでコミックリリーフの重要性に気付く。
ペンシルベニア大学在学中に『セサミ・ストリート』や『レイト・ナイト・ウィズ・コナン・オブライエン』のインターンシップに参加し、いくつかのスケッチに出演したほか、即興コメディ劇団セカンド・シティの公演にも参加した。
シカゴの即興演劇学校での訓練を経て、2010年9月25日からはNBCのコメディ番組『サタデー・ナイト・ライブ』へのレギュラー出演を開始する。それまでマーヤ・ルドルフが保持していた記録を破り、女性レギュラーとしては番組史上最多の出演回数（計149エピソード）を誇ったが、2017年5月20日の第42シーズン最終回をもって番組を卒業した。同年9月17日に開催された第69回エミー賞ではコメディ部門助演女優賞にノミネートされた。

## 主な出演作品

### 映画
| 公開年 | 邦題 原題                                                                    | 役名             | 備考     |
| ------ | ---------------------------------------------------------------------------- | ---------------- | -------- |
| 2013   | 怪盗グルーのミニオン危機一発 Despicable Me 2                                 | 客室乗務員       | 声の出演 |
| 2015   | エイミー、エイミー、エイミー! こじらせシングルライフの抜け出し方 Trainwreck  | ニッキー         |          |
| 2016   | マイ・プレシャス・リスト Carrie Pilby                                        | タラ             |          |
| 2016   | クレイジー・パーティー Office Christmas Party                                | アリソン         |          |
| 2017   | ポルカ・キング The Polka King                                                | ビッツィー・ベア |          |
| 2018   | DJにフォーリンラブ Ibiza                                                     | ニッキー         |          |
| 2020   | 思い出で綴る物語 Wander Darkly                                               | マギー           |          |
| 2021   | バーブ&スター ヴィスタ・デル・マールへ行く Barb and Star Go to Vista Del Mar | デビー           |          |
| 2022   | DC がんばれ!スーパーペット DC League of Super-Pets                           | PB               | 声の出演 |
| 2025   | シャッフル・フライデー Freakier Friday                                       | マダム・ジェン   |          |

### テレビ番組
| 放映年    | 邦題 原題                                                                     | 役名                       | 備考                                                                 |
| --------- | ----------------------------------------------------------------------------- | -------------------------- | -------------------------------------------------------------------- |
| 2010-2017 | サタデー・ナイト・ライブ Saturday Night Live                                  |                            | レギュラーキャスト 第69回エミー賞 コメディ部門 助演女優賞 ノミネート |
| 2016      | モダン・ファミリー Modern Family                                              | マージョリー               | 1エピソード                                                          |
| 2017      | ザ・シンプソンズ The Simpsons                                                 | クラリティ・ホフマン＝ロス | 1エピソード、声の出演                                                |
| 2019      | ティム・ロビンソンのコントシリーズ I Think You Should Leave with Tim Robinson | ブレンダ                   | 1エピソード                                                          |